# 多斯利德涅 (諾索夫卡區)
50°56′16″N 31°41′44″E / 50.93778°N 31.69556°E
多斯利德涅（烏克蘭語：Дослідне），是烏克蘭北部的村莊，隸屬切爾尼希夫州的尼任區。該村面積0.1平方公里，海拔高度128米，2023年人口452，人口密度每平方公里5,593.75人。